# 김대용 (바둑 기사)
김대용(金大容, 1985년 7월 30일 ~ )은 대한민국의 바둑 기사이다.

## 약력
권갑용 문하, 2002년 제94회 입단대회를 통해 입단했다. 명지대학교 바둑학과 장학생으로 입학하였고, 2003년 제3기 오스람코리아배 신예연승최강전 본선 진출, 2004년 제8회 SK가스배 신예프로10걸전에서 5위를 차지했다. 2006년 3단과 2010년 4단을 거쳐 2012년 7월, 5단으로 승단하였다. 2003년 제3기 오스람코리아배 신예연승최강전 본선에 진출했고, 2004년 제8회 SK가스배 신예프로10걸전에서 5위를 차지했다. 2005년 제10기 박카스배 천원전 8강에 올랐다. 2016년 제35기 KBS 바둑왕전 본선에 진출, 6단으로 승단했으며, 2022년, 5월 7단으로 승단했다. 김대용의 그때 그 정석, 실전화점포석 강좌로 잘 알려져 있으며, 현재 후학 양성에 힘쓰고 있다.